# پروپاگاندا در چین
پروپاگاندا در چین اشاره به استفاده از پروپاگاندا توسط حزب کمونیست چین یا در گذشته کومینتانگ برای تحت تأثیر قرار دادن افکار داخلی یا بین‌المللی به نفع سیاست‌های خود دارد. در داخل کشور این کار شامل سانسور نگرش‌های ممنوع و تبلیغ فعال نگرش‌هایی که به نفع دولت هستند، می‌شود. پروپاگاندا برای گرداندن حزب کمونیست چین و حکومت چین محوری در نظر گرفته می‌شود.